# 世田谷6大学コンソーシアム
世田谷6大学コンソーシアム（せたがやろくだいがくコンソーシアム）は、東京都世田谷区内に所在する6つの大学で締結されている相互協力協定。

## 概要
この協定に基づいて、合同公開講座の開催や大学図書館の相互利用、共同研究、単位互換などが行われている。

## 参加大学
- 国士舘大学
- 駒澤大学
- 昭和女子大学
- 成城大学
- 東京農業大学
- 東京都市大学